# Ron Wilson (Eishockeyspieler, 1955)
Ronald „Ron“ Lawrence Wilson (* 28. Mai 1955 in Windsor, Ontario) ist ein ehemaliger US-amerikanischer Eishockeyspieler und derzeitiger -trainer mit kanadischem Pass. Von 1977 bis 1988 spielte er für die Toronto Maple Leafs und Minnesota North Stars in der National Hockey League sowie für den EHC Kloten und HC Davos in der Schweizer Nationalliga A auf der Position des Verteidigers. Zuletzt war Wilson Cheftrainer der Toronto Maple Leafs in der NHL. Davor betreute er bereits die Mighty Ducks of Anaheim, Washington Capitals und San Jose Sharks.

## Karriere

### Als Spieler
Der in Kanada geborene Wilson wuchs in Riverside, Rhode Island auf. Während seiner Juniorenzeit spielte er für das Providence College in der National Collegiate Athletic Association. Im WHA Amateur Draft 1974 wurde er von den Houston Aeros in der zwölften Runde als 112. gezogen. Ein Jahr später, beim NHL Amateur Draft 1975, sicherten sich die Toronto Maple Leafs in der achten Runde als 132. die Rechte für die NHL. Im selben Jahr spielte er auch mit dem Team USA bei der Eishockey-Weltmeisterschaft 1975 in Deutschland. Dort wurde er mit seinem Team jedoch ohne Punktgewinn Letzter. Wilson blieb noch zwei weitere Jahre in Providence, bevor er zum Ende der Spielzeit 1976/77 noch für vier Spiele das Trikot der Dallas Black Hawks in der Central Hockey League trug.
Nachdem er das folgende Jahr in Dallas begonnen hatte, kam er in der Saison 1977/78 in Toronto zu seinem NHL-Debüt. Es folgten zwei weitere Spielzeiten, in denen er jedoch öfter in der American Hockey League für die New Brunswick Hawks auflief als für die Maple Leafs. Da Wilson, der im College und den Minor Leagues immer ein dominanter Spieler gewesen war, in der NHL den Durchbruch nicht schaffte, wechselte er 1980 in die Schweiz. Dort wurde er rasch einer der Stars der Liga; er spielte zunächst für den EHC Kloten und war bei der Eishockey-Weltmeisterschaft 1981 in Schweden wieder für die Vereinigten Staaten aktiv. Es folgten vier Spielzeiten für den HC Davos, mit dem er zweimal, 1984 und 1985, die Schweizer Meisterschaft gewann. Dort beendete er die Spielzeit 1984/85 als punktbester Akteur der Nationalliga A und hatte dadurch erheblichen Anteil, dass die Davoser die Schweizer Meisterschaft gewannen. Wilson war der erste Verteidiger, der in der Schweiz die Saison als Topscorer beendete. Zum Ende der Saison 1984/85 spielte er noch einmal einige Spiele für die Minnesota North Stars. Auch das darauffolgende Jahr verbrachte er teilweise in Davos und teilweise in Minnesota. Die Saison 1986/87 spielte er noch einmal vollständig für die North Stars. Seine dritte WM spielte er 1987 in Österreich. Nach der Saison 1987/88, die er erneut in Davos begonnen hatte und in Minnesota beendete, trat er von der NHL-Bühne als Spieler zurück.

### Als Trainer
1988 ging er zum Zürcher SC in die Nationalliga B, wo er die Erwartungen an ihn als Captain jedoch nicht erfüllen konnte und um den Jahreswechsel 1989 herum zum HC Davos in die Nationalliga A als Trainer wechselte. Mit dem HCD schaffte er den Ligaerhalt nicht und wurde nach wenigen Wochen bereits wieder entlassen. Es folgte ein Engagement als Assistenztrainer der Moncton Hawks in der American Hockey League wie auch bei den Vancouver Canucks in der NHL. Die neu gegründeten Mighty Ducks of Anaheim verpflichteten ihn als ihren ersten Trainer zum Beginn des Spieljahres 1993/94. Dort war er vier Jahre aktiv, bevor er zur Saison 1997/98 bei den Washington Capitals einen Vertrag unterschrieb. Hier erreichte er im ersten Jahr mit dem Team die Finalspiele um den Stanley Cup, wo die Detroit Red Wings ein nicht zu überwindender Gegner waren. Fünf Jahre blieb Wilson in Washington. Danach ging er erstmals ohne Team in die Saison 2002/03. Doch während der Spielzeit suchten die San Jose Sharks einen neuen Cheftrainer und Wilson übernahm am 4. Dezember 2002 den Posten. Dort war er bis zum Ende der Saison 2007/08 aktiv. Neben dem Gewinn von zwei Divisiontiteln mit den Sharks, stand Wilson beim Spiel seines Teams gegen die Colorado Avalanche am 18. März 2007 zum 1.000 Mal als Trainer in einem NHL-Spiel hinter der Bande. Er war der erst 13. Trainer in der Geschichte der Liga dem dies gelang.
Den 500. Sieg seiner Karriere feierte Wilson knapp ein Jahr später am 9. Februar 2008 beim 4:3-Heimsieg der Sharks gegen die Nashville Predators. Dieser Meilenstein war zuvor nur zehn weiteren Trainern gelungen. Nachdem es Wilson in seinen viereinhalb Spielzeiten bei San Jose nicht gelungen war den Stanley Cup zu erringen und zuletzt dreimal in Folge mit der Mannschaft in der zweiten Playoff-Runde gescheitert war, trennte sich das Franchise am 12. Mai 2008 von ihm. Wilson blieb jedoch nicht lange ohne Team, da sich einige Mannschaften nach Saisonende auf Trainersuche befanden. Er entschied sich schließlich am 10. Juni 2008, einen Vertrag bei den Toronto Maple Leafs, für die er als Spieler 1977 sein NHL-Debüt gegeben hatte, über vier Jahre zu unterzeichnen. Am 11. Januar 2011 verbuchte Wilson seinen 600. Sieg als Trainer in der NHL, als die Maple Leafs mit 4:2 bei den San Jose Sharks gewannen. Er war der siebte Trainer der Liga, der diesen Meilenstein erreichte. Am 2. März 2012 wurde er nach einer Negativserie, in der die Toronto Maple Leafs zuletzt lediglich eine von elf NHL-Partien gewonnen hatten und außerdem abermals die Qualifikation für die Playoffs zu verfehlen drohten, seines Amtes enthoben und durch Randy Carlyle in dieser Funktion ersetzt.
Zweimal war Wilson für den Jack Adams Award als bester NHL-Trainer nominiert. Er war auch Trainer des Team USA bei den Olympischen Winterspielen 1998 in Nagano und 2010 in Vancouver, beim World Cup of Hockey 1996 und 2004 sowie bei den Weltmeisterschaften 1994 und 1996.

## Erfolge und Auszeichnungen

### Als Spieler
| - 1974 ECAC Rookie of the Year - 1975 ECAC First All-Star Team - 1975 ECAC Player of the Year - 1975 NCAA East First All-American Team - 1976 ECAC First All-Star Team | - 1976 NCAA East First All-American Team - 1977 ECAC Second All-Star Team - 1978 CHL First All-Star Team - 1984 Schweizer Meister mit dem HC Davos - 1985 Schweizer Meister mit dem HC Davos |

### Als Trainer
- 1996 Bronzemedaille bei der Weltmeisterschaft
- 1996 Goldmedaille beim World Cup of Hockey
- 2004 Bester Trainer der Saison (ausgezeichnet von The Hockey News)
- 2008 Assistenztrainer beim NHL All-Star Game
- 2010 Silbermedaille bei den Olympischen Winterspielen

### Sonstiges
- 2017 Aufnahme in die United States Hockey Hall of Fame

## Karrierestatistik

### Als Spieler

#### International
Vertrat die USA bei:
- Weltmeisterschaft 1981
- Weltmeisterschaft 1987

(Legende zur Spielerstatistik: Sp oder GP = absolvierte Spiele; T oder G = erzielte Tore; V oder A = erzielte Assists; Pkt oder Pts = erzielte Scorerpunkte; SM oder PIM = erhaltene Strafminuten; +/− = Plus/Minus-Bilanz; PP = erzielte Überzahltore; SH = erzielte Unterzahltore; GW = erzielte Siegtore; 1 Play-downs/Relegation; Kursiv: Statistik nicht vollständig)

### Als Trainer

#### International
Betreute die USA bei:
| - Weltmeisterschaft 1994 - World Cup of Hockey 1996 - Olympischen Winterspielen 1998 | - World Cup of Hockey 2004 - Weltmeisterschaft 2009 - Olympischen Winterspielen 2010 |

(Legende zur Trainerstatistik: Sp oder GC = Spiele insgesamt; W oder S = erzielte Siege; L oder N = erzielte Niederlagen; T oder U = erzielte Unentschieden; OTL oder OTN = erzielte Niederlagen nach Overtime oder Shootout; Pts oder Pkt = erzielte Punkte; Pts% oder Pkt% = Punktquote; Win% = Siegquote; Resultat = erreichte Runde in den Play-offs)

## Familie
Bereits sein Vater Larry Wilson und sein Onkel Johnny Wilson waren Eishockeytrainer und trainierten unter anderem die Detroit Red Wings in der National Hockey League. Johnny von 1971 bis 1973 und Larry in der Saison 1976/77.